# Egypten ved sommer-OL 2016
Egypten deltog ved Sommer-OL 2016 i Rio de Janeiro som blev arrangeret i perioden 5. august til 21. august 2016. 

## Medaljer
| 2016 Rio de Janeiro | Guld | Sølv | Bronze | Total |
| Egypten             | 0    | 0    | 3      | 3     |

### Medaljevinderne
| Egypten under sommer-OL 2016 i Rio de Janeiro | Egypten under sommer-OL 2016 i Rio de Janeiro | Egypten under sommer-OL 2016 i Rio de Janeiro | Egypten under sommer-OL 2016 i Rio de Janeiro | Egypten under sommer-OL 2016 i Rio de Janeiro |
| Medalje                                       | Navn                                          | Sport                                         | Event                                         | Dato                                          |
| --------------------------------------------- | --------------------------------------------- | --------------------------------------------- | --------------------------------------------- | --------------------------------------------- |
| Bronze                                        | Mohamed Ihab                                  | Vægtløftning                                  | Mændenes 77 kg                                | 10. august                                    |
| Bronze                                        | Sara Samir                                    | Vægtløftning                                  | Kvindernes 69 kg                              | 10. august                                    |
| Bronze                                        | Hedaya Malak                                  | Taekwondo                                     | Kvindernes 57 kg                              | 18. august                                    |